# Војчице
Војчице (слч. Vojčice) насељено је мјесто са административним статусом сеоске општине (слч. obec) у округу Требишов, у Кошичком крају, Словачка Република.

## Становништво
| Година:    | 1994. | 2004.   | 2014.   | 2024.   |
| ---------- | ----- | ------- | ------- | ------- |
| Број људи: | 1931  | 2074    | 2167    | 2253    |
| Разлика:   |       | +7,40 % | +4,48 % | +3,96 % |

| Година:    | 2023. | 2024.   |
| ---------- | ----- | ------- |
| Број људи: | 2264  | 2253    |
| Разлика:   |       | -0,48 % |

Према подацима о броју становника из 2011. године насеље је имало 2.179 становника.